# Boomerang (serie televisiva)
Boomerang è una serie televisiva commedia statunitense ideata da Ben Cory Jones e Lena Waithe e basata sul film Il principe delle donne del 1992.
La serie viene trasmessa su BET dal 12 febbraio 2019.

## Trama
La serie ruota intorno a un dirigente di successo che scopre che le sue scelte di stile di vita si sono voltate su di lui quando il suo nuovo capo si rivela essere un deviante più grande che sia.

## Personaggi e interpreti

### Principali
- Bryson, interpretato da Tequan Richmond
- Simone, interpretata da Tetona Jackson
- Ari, interpretata da Leland Martin
- Tia, interpretata da Lala Milan

### Ricorrenti
- David Wright, interpretato da RJ Walker
- Victoria Johnson, interpretata da Paula Newsome
- Crystal Garrett, interpretata da Brittany Inge
- Camden Knight, interpretato da Joey Badass
- Rocky, interpretata da Kimberly Hall

## Episodi
| Stagione         | Episodi | Prima TV USA | Prima TV Italia |
| ---------------- | ------- | ------------ | --------------- |
| Prima stagione   | 10      | 2019         | inedita         |
| Seconda stagione | 8       | 2020         | inedita         |

## Temi
La serie viene descritta come una versione aggiornata che esplora le dinamiche contemporanee sul posto di lavoro, tra cui il cambiamento del ruolo del genere, delle politiche d'ufficio, delle relazioni e dei conflitti tra la generazione X e i millenial.

## Produzione

### Sviluppo
L'11 aprile 2018, venne annunciato che BET aveva dato un ordine di serie alla produzione per una prima stagione composta da 10 episodi. Il 24 settembre 2018, venne annunciato che Lena Waithe e Ben Cory Jones avrebbero scritto insieme l'episodio pilota della serie e che lo avrebbero prodotto insieme a Halle Berry e Rishi Rajani. Il 19 dicembre 2018, fu annunciato che la serie sarebbe stata presentata in anteprima il 12 febbraio 2019.

### Casting
Nell'ottobre 2018, è stato annunciato che Tequan Richmond, Tetona Jackson, Leland Martin e Lala Milan avrebbero recitato nel cast principale della serie, mentre RJ Walker, Paula Newsome, Brittany Inge, Joey Badass e Kimberly Hall nel cast ricorrente.

### Riprese
Le riprese principali della serie si sono svolte da ottobre a dicembre 2018 in Georgia. Nell'ottobre 2018 le riprese si sono svolte nell'area di Buckhead ad Atlanta e ad East Point. Nel novembre 2018, l riprese si sono spostate nel quartiere di Mechanicsville e in Ponce de Leon Avenue.

## Promozione

### Marketing
Il 6 gennaio 2019, è stato pubblicato il primo trailer della serie.

## Distribuzione

### Anteprima
Il 26 gennaio 2019, la serie è stata proiettata durante il Sundance Film Festival 2019. L'evento è stato seguito da un panel ospitato da Macro Lodge e con la produttrice esecutiva Lena Waithe, lo showrunner Ben Cory Jones e il regista Dime Davis.

## Accoglienza

### Critica
La serie è stata accolta positivamente dalla critica. Sull'aggregatore di recensioni Rotten Tomatoes ha un indice di gradimento del 100% con un voto medio di 7,5 su 10, basato su 5 recensioni. Su Metacritic, invece ha un punteggio di 77 su 100, basato su 4 recensioni.